# Deutsches Jazzfestival

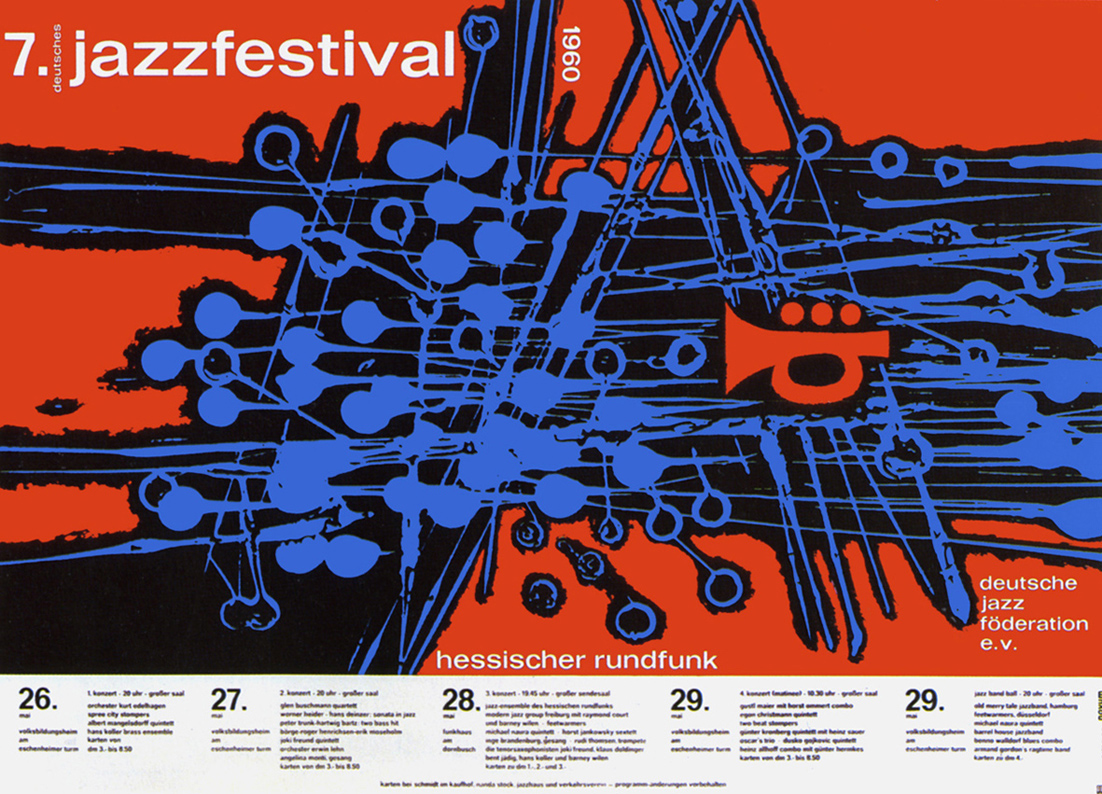
Deutsches Jazzfestival.

Le Deutsches Jazzfestival est un festival de jazz annuel à Francfort, en Allemagne.
Organisé depuis 1953 à Francfort-sur-le-Main, c'est le plus ancien festival de jazz en Allemagne et le plus ancien festival de jazz au monde à être tenu de manière continue.

## Histoire
Le festival a été organisé pour la première fois par la Fédération allemande de jazz en tant qu'exposition visant à présenter le meilleur du jazz en Allemagne, comme l'a expliqué Olaf Hudtwalcker lors de l'ouverture du premier festival (le 3 mai 1953). En fait, il n'y a pas eu de musicien allemand significatif qui n'ait pas joué au Festival de Francfort. Dans les années 1950, le festival était l'événement annuel de jazz en Allemagne de l'Ouest et a fourni l'impulsion principale pour le jazz allemand.
Avec l'émergence d'autres festivals dans les années 1960, le festival a dû davantage prendre en compte la scène internationale. Cependant, la plupart des musiciens allemands de renom se sont éloignés de la routine quotidienne pour collaborer avec des musiciens de jazz éminents d'Europe et de pays non européens, notamment en Amérique du Nord. Le festival a permis des rencontres telles que celle de Volker Kriegel avec Alan Skidmore (1972), Heinz Sauer avec George Adams (1978), Peter Giger avec Archie Shepp (1980), Alfred Harth avec David Murray (1995) et Eberhard Weber avec Pharoah Sanders (1997). Caterina Valente, Theo Jörgensmann, Markus Stockhausen, Lauren Newton, Christof Lauer, Michael Sagmeister, Torsten de Winkel et Christopher Dell ont tous débuté au festival en tant que "nouveaux talents".
Au cours de son existence, l'organisation centrale du festival a changé : la Fédération allemande de jazz ne fait plus partie des organisateurs ; contrairement à ses premières décennies, il n'est plus organisé par Lippmann et Rau. En 1984, le diffuseur local Hessischer Rundfunk est devenu l'organisateur du festival, et depuis 1990, la ville de Francfort elle-même joue le rôle de partenaire solide. Le festival est désormais entièrement diffusé à la radio.
Entre les années 1960 et 1980, l'événement se tenait tous les deux ans. Depuis le début des années 1990, il est à nouveau organisé chaque année, comme c'était le cas au cours de la première décennie de son existence.

## Sources
- Jürgen Schwab: Der Frankfurt-Sound. Eine Stadt und ihre Jazzgeschichte(n).  Societäts-Verlag, Frankfurt a. M. 2005,  (ISBN 3-7973-0888-4)
- Bernhard Koßmann/Hessischer Rundfunk (Hrsg.): Bestandsverzeichnis 11 - Deutsches Jazz-Festival 1953-1992, Frankfurt a. M. 1994.